# Regininha Poltergeist
Regina de Oliveira Soares (Rio de Janeiro, 6 de janeiro de 1971), mais conhecida como Regininha Poltergeist, é uma atriz e ex-modelo brasileira, considerada uma das musas da década de 1990.

## Biografia

### Carreira
Sua trajetória artística começou na infância, aos seis anos de idade, quando passou a estudar balé clássico, que fez por 14 anos. Em 1987, lançou-se na carreira de modelo publicitário, utilizando o nome Regina Soares. Três anos após, formou-se pela Escola Estadual de Danças Maria Olinewa, do Teatro Municipal do Rio de Janeiro.
Despontou para a fama em 1990, no espetáculo Santa Clara Poltergeist, no papel de uma santa com o poder de curar as pessoas por meio do sexo. Do espetáculo performático, idealizado e produzido pelo cantor Fausto Fawcett, ela tirou seu nome artístico, Regininha Poltergeist. Posteriormente, participou do espetáculo Básico Instinto, apresentado entre 1991 e 1993, também sob o comando de Fausto Fawcett. Também foi a musa da canção "Kátia Flávia", de Fausto Fawcett.
A imagem sensual e a fama lhe renderam diversos convites para posar nua. Desde 1992, foi capa de diversas revistas masculinas como Playboy, Sexy, Sexway, Interview, Casseta e Planeta e Trip, algumas ainda com o nome "Regininha do Méier".
Na televisão, além do humorístico da Globo Zorra Total, participou do Básico Instinto, na Bandeirantes, em 1993. Atuou em pegadinhas do Domingão do Faustão e foi convidada para estrelar programas das séries Confissões de Adolescente e Como Ser Solteiro. Em 1998, depois de um tempo fora da TV, foi garota-propaganda da bebida Cynar e no ano seguinte chegou a apresentar o programa erótico Puro Êxtase, nas madrugadas da CNT Gazeta.
No cinema, em 1994, fez uma pequena participação no filme Veja Esta Canção, de Cacá Diegues. Em 1997, interpretou a namorada de Pedro Cardoso no filme Drão, dirigido por Cacá Diegues, e no teatro atuou na peça Deu a Louca no Motel em 1998. No mesmo ano, se candidatou para o concurso da nova loira do É o Tchan!.

### Brasileirinhas
Após vários anos fora da mídia, a modelo aceitou um convite da produtora Brasileirinhas para protagonizar filmes pornográficos. O primeiro filme, inicialmente, teria roteiro de Fausto Fawcett, mas as negociações não avançaram. A produção Perigosa foi lançada em junho de 2007.
A segunda produção, Sex City, foi lançada em agosto de 2008. E o terceiro filme, Regininha Sem Censura, foi lançado no início de 2009.
Revelou, posteriormente, que também fez programas nesta época.

### Conversão ao protestantismo
Em 2009 tornou-se evangélica, começou a trabalhar como vendedora nas Casas Bahia até o ano de 2011 e, com carteira assinada, numa das lojas da operadora TIM.
Antes do surto de COVID-19, trabalhava fazendo comida e massagem shiatsu.

### Relacionamentos
Teve romances com famosos, como Alexandre Frota, Eri Johnson, Fernando Vanucci, Rubinho Barrichello e Paulo Ricardo.
Em 2005, Regina se tornou mãe e passou por um relacionamento abusivo, que, segundo ela, a motivou a aceitar convites para atuar em filmes adultos para sair dessa relação.

## Filmografia
- Veja Esta Canção (1994)
- Drão (1997)
- Perigosa (2007)
- Sex City (2008)
- Regininha Sem Censura (2009)
- Brasileirinhas Regininha Poltergeist Funk 2 (2009)
- Boladas (2010)